# Biedrzychowice (gmina w województwie wrocławskim)

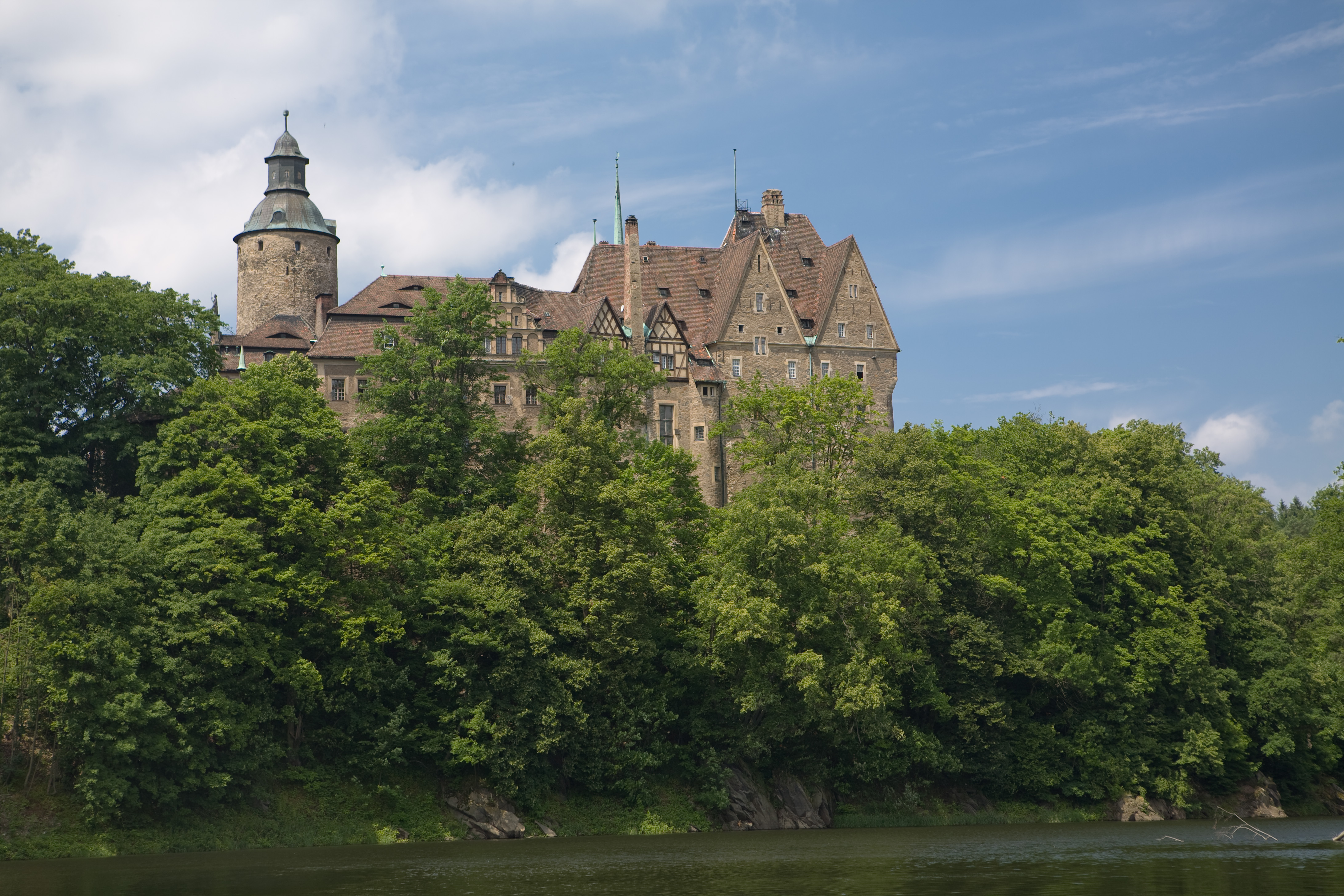
Zamek Czocha

Biedrzychowice – dawna gmina wiejska istniejąca w latach 1945–1954 w woj. wrocławskim (dzisiejsze woj. dolnośląskie). Siedzibą władz gminy były Biedrzychowice.

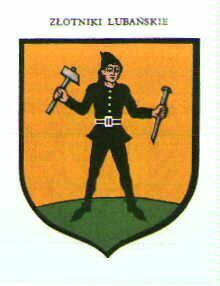
Herb Złotnik Lubańskich

Gmina Biedrzychowice powstała po II wojnie światowej na terenie tzw. Ziem Odzyskanych (tzw. II okręg administracyjny – Dolny Śląsk). 28 czerwca 1946 gmina – jako jednostka administracyjna powiatu lubańskiego – weszła w skład nowo utworzonego woj. wrocławskiego.
Według stanu z 1 lipca 1952 gmina składała się z 11 gromad: Bartoszówka, Biedrzychowice, Kałużna, Karłowice, Karłowiec, Nowa Świdnica, Wieża, Zacisze, Zapusta, Złotniki Lubańskie i Złoty Potok. Gmina została zniesiona 29 września 1954 wraz z reformą wprowadzającą gromady w miejsce gmin. Jednostki nie przywrócono 1 stycznia 1973 wraz z kolejną reformą reaktywującą gminy.